# اقتصاد دستوري

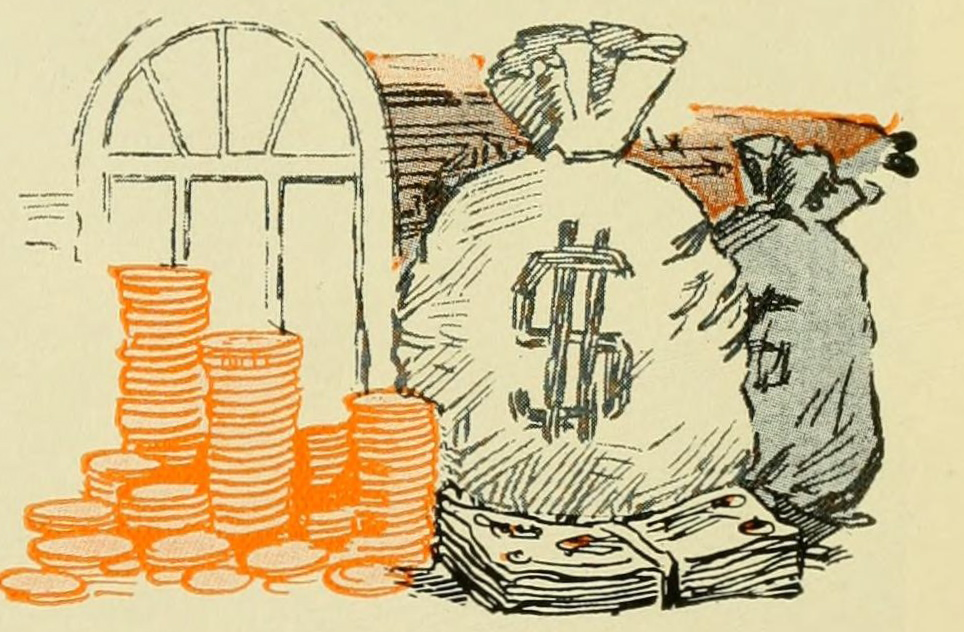
اقتصاد

الاقتصاد الدستوري هو برنامج بحثي في مجال الاقتصاد والدستور يشرح اختيار «مجموعات بديلة من القواعد القانونية المؤسساتية الدستورية التي تقيد خيارات الوكلاء الاقتصاديين والسياسيين وأنشطتهم». ويتجاوز ذلك تعريف «التحليل الاقتصادي للقانون الدستوري». يأخذ علم الاقتصاد الدستوري بعين الاعتبار آثار القرارات الاقتصادية السياسية بدلًا من اكتفاء تحليله بالعلاقات الاقتصادية كوظائف لطرق توزيع السلع والخدمات القابلة للتسويق.
شُرِح الاقتصاد الدستوري أول مرة في عمل جيمس بوكنان، الذي جادل بأن «الاقتصادي السياسي الذي يسعى لتقديم المشورة الصحيحة يجب أن يركز على العملية أو البنية التي تُتخذ من خلالها القرارات السياسية، إذ تخضع الدساتير أو الهياكل أو القواعد الحالية للتدقيق النقدي».

## أصوله

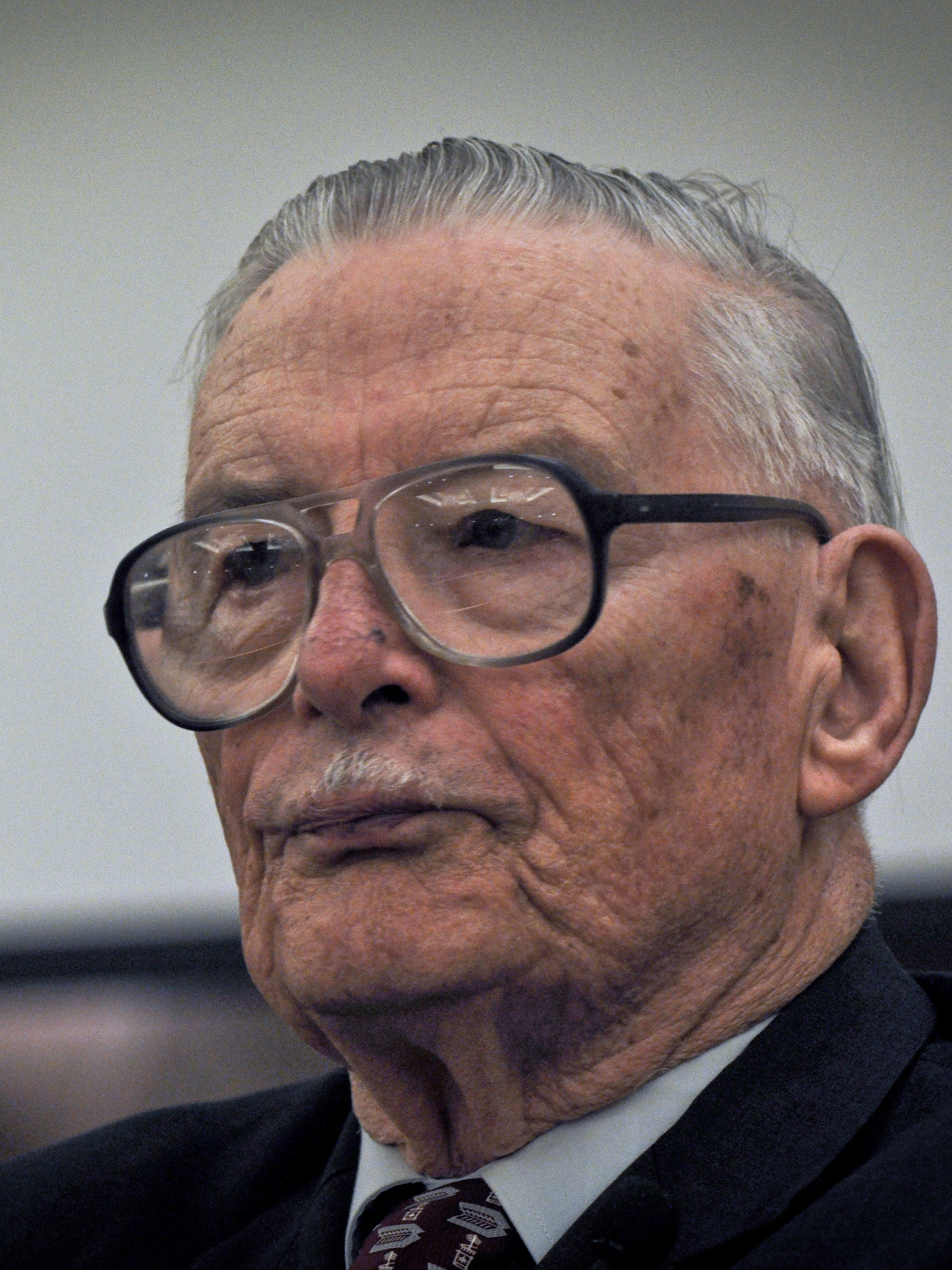
فاز الاقتصادي الأمريكي جيمس بوكانان بجائزة نوبل في الاقتصاد عام 1986.

صاغ مصطلحَ «الاقتصاد الدستوري» الاقتصادي الأمريكي ريتشارد ماكنزي في عام 1982 لتحديد موضوع النقاش الرئيسي في مؤتمر عُقد في واشنطن العاصمة. في وقت لاحق، تبنى جيمس بوكنان، وهو عالم اقتصاد أمريكي، مذهب ماكنزي ليكون اسمًا جديدًا لفرع أكاديمي. حصل عمل بوكنان على جائزة نوبل في العلوم الاقتصادية عن «تطوير الأسس الدستورية لنظرية صنع القرار الاقتصادي والسياسي» في عام 1986.
يستمد علم الاقتصاد الدستوري إلهامًا كبيرًا من الموقف الإصلاحي الذي يعبر عنه من خلال رؤية آدم سميث، ويمكن اعتبار مفهوم بوكنان النظيرَ الحديث لما أطلق عليه سميث اسم «علم التشريع».

## الاقتصاد الدستوري الإيجابي
في الاقتصاد الدستوري الإيجابي، تكون الأدوات أو الأساليب مميزة عن الأدوات الاقتصادية العادية بسبب الطبيعة متعددة التخصصات للبرنامج. الأداة الرئيسية للاقتصاد الدستوري الإيجابي هي «التحليل المؤسساتي المقارن»، مع أربعة عناصر رئيسية:
يفحص العنصر الأول كيفية نشأة قواعد دستورية معينة وماهية العوامل التي تسببت في تطوير هذه القواعد نتيجة لمجموعة الإدخالات الفردية.
يبحث العنصر الثاني في كيفية تمييز القواعد بين العوامل الفردية والجماعية.
العنصر الثالث هو الإمكانات المستقبلية للتغيير الدستوري (أو تغيير القواعد). يخضع أي تغيير مقترح للقيود أو القواعد الدستورية للتدقيق الاقتصادي لدراسة تأثيراتها في الكفاءة والعدالة.
يبحث العنصر الرابع في الاقتصاد الدستوري الإيجابي الآثارَ الاقتصادية للتغييرات التي تطور القوانين وتعدلها.

## الاقتصاد الدستوري المعياري
يهتم الاقتصاد الدستوري المعياري بإضفاء الشرعية على الدولة وأفعالها باعتبارها أفضل وسيلة لتحقيق أقصى قدر من الكفاءة والمنفعة، والحكم على الظروف أو القواعد التي تحقق الكفاءة، وفهم النظم السياسية ودراستها لزيادة كفاءتها.
قال كل من بوكنان وستيفان فويجت إن الفرضية الأساسية للاقتصاد الدستوري المعياري هي أنه لا يمكن لأهداف فرد واحد أو قيمه أن تحل محل قيم الآخرين. لذلك، من المستحيل وجود معيار أو هدف اجتماعي عالمي مطلق. نظر بوكنان إلى السياسة بصفتها شكلًا من أشكال التبادل المشابه لموافقة الأفراد على تبادل السلع. واعتقد أنه إذا كان الناس يتصرفون بعقلانية من أجل مصلحتهم الذاتية وكان القرار طوعيًا ومستنيرًا، فإن أي اتفاق سيكون فعالًا ويجب أن يحدث بصورة طبيعية.

### آراء جيمس بوكنان حول أخلاقيات المواطنة الدستورية
تتحقق الكفاءة السياسية (مثل كفاءة السوق) عندما يؤيد جميع أفراد المجتمع الهياكل السياسية. تشبه حجة بوكنان وجهة نظر العقد الاجتماعي للحكومة، حيث يوافق الأفراد على وضع قيود على أنفسهم مقابل مجموعة الفوائد المرجوة. قال بوكنان إنه تمامًا كما تحدث صفقة السوق من خلال التبادل الطوعي والمنفعة الثنائية، فكذلك تحدث «التبادلات» السياسية للحقوق والسلطة.
يعتقد بوكنان أن الأخلاقيات الدستورية هي مفتاح النظام الدستوري و«يمكن تسميتها العالم الكنتوني المثالي حيث يتبنى الفرد الذي يصدر الأمر، إلى جانب جميع زملائه، القانونَ الأخلاقي بوصفه قاعدةً سلوكيةً عامةً».
طرح بوكنان مفهومي «المواطنة الدستورية» و«الفوضى الدستورية». قال إن «الفوضى الدستورية» هي سياسة حديثة يمكن وصفها بأنها أفضل الإجراءات التي قد تتخذ دون فهم أو مراعاة القواعد التي تحدد النظام الدستوري. تبرر هذه السياسة من خلال الإشارة إلى المهام الاستراتيجية التي تُصاغ على أساس المصالح بغض النظر عن تأثيرها اللاحق على البنية السياسية. قدم بوكنان في الوقت نفسه مفهوم «المواطنة الدستورية» الذي وصفه بأنه امتثال المواطنين لحقوقهم وواجباتهم الدستورية التي ينبغي اعتبارها جزءًا مكوّنًا من السياسة الدستورية.
كتب بوكنان:«لا يمكن مقارنة أخلاقيات المواطنة الدستورية مباشرة بالسلوك الأخلاقي في التفاعل مع الأشخاص الآخرين في إطار القيود التي تفرضها قواعد النظام الحالي. قد يكون الفرد مسؤولًا بالكامل بالمعنى الأخلاقي القياسي، ولكنه يفشل في تلبية الشرط الأخلاقي للمواطنة الدستورية». أخذ بوكنان مصطلح «الدستورية» بمعناه الواسع ضمن الاعتبار وطبقه على العائلات والشركات والمؤسسات العامة والدولة.
إن التمييز بين السياسة والقوانين أمر ضروري لفهم نظام بوكنان. وفقًا لبوكنان، تتعلق سياسة اللعبة بالاستراتيجيات التي يعتمدها اللاعبون ضمن حدود مجموعة معينة من القواعد. «تُدرَّس الأسئلة حول القواعد الجيدة للعبة في مجال الفلسفة الاجتماعية، في حين تُدرَّس الأسئلة حول الاستراتيجيات التي سيتبناها اللاعبون مع مراعاة القواعد في مجال الاقتصاد، ويسمي بوكنان التفاعل بين القواعد (الفلسفة الاجتماعية) والاستراتيجيات (الاقتصاد) الاقتصاد السياسي الدستوري».

## التحليل الاقتصادي لدستور الولايات المتحدة الأمريكية
طُرح أول تحليل للاقتصاد الدستوري لدستور الولايات المتحدة الأمريكية في كتاب تشارلز أوستن بيرد لعام 1913 تفسير اقتصادي لدستور الولايات المتحدة الأمريكية. يرفض معظم العلماء اليوم أطروحة بيرد الشاملة، إذ طرح طريقة جديدة للفكر الاقتصادي والسياسي قد تتطور إلى تحليل اقتصادي دستوري معاصر.
لخص جوناثان ماسي في عام 1987 تاريخ التحليل الاقتصادي الدستوري المطبق على دستور الولايات المتحدة الأمريكية. قدم ماسي تحليلًا مختلفًا لدستور الولايات المتحدة وردّ منتقدًا وجهة نظر بيرد للدستور.

### النهج القانوني
شدد القاضي ريتشارد بوسنر على أهمية الدستور للتنمية الاقتصادية، ودرس العلاقة المتبادلة بين الدستور والنمو الاقتصادي. درس بوسنر التحليل الدستوري بشكل رئيسي من منظور القضاة الذين يشكلون قوة حاسمة في تفسير الدستور وتطبيق، وشدد على أهمية الأحكام الدستورية «في وضع حدود واسعة لممارسة السلطة القضائية». وهكذا، فإن القاضي عند النظر في قضية يسترشد أولًا بروح الدستور ونصه. يكمن دور الاقتصاد في هذه العملية في المساعدة على «تحديد عواقب التفسيرات البديلة» للدستور.
ثم يشرح بوسنر: «قد يوفر الاقتصاد اجابات على الأسئلة التي تؤثر في التفسير القانوني الصحيح». في النهاية، يؤكد بوسنر أن «الدستور هو ما يحدد حدود النهج الاقتصادي في البت في القضايا الدستورية». ويقول بالإضافة إلى ذلك: «تعزز الحماية الفعالة للحقوق الاقتصادية الأساسية النمو الاقتصادي».